# Едді Бердуско
Едді Бердуско (англ. Eddy Berdusco, нар. 8 вересня 1969, Місісага) — канадський футболіст, що грав на позиції нападника, зокрема за національну збірну Канади.

## Клубна кар'єра
У дорослому футболі дебютував 1988 року виступами за команду «Норт Йорк Рокетс», в якій провів п'ять сезонів. Згодом грав за «Торонто Бліззард» і «Торонто Рокетс». Відзначався високою результативністю, ставши за ці роки третім найкращим бомбардиром в історії Канадської футбольної ліги.
Згодом пробував свої сили за кордоном — пограв за швейцарський «Віль», австрійський «Медлінг» та китайський «Фошан Фості.
Протягом 1996—1997 років грав на рівні друого дивізіону північноамериканського футболу, захищаючи кольори клубів «Монреаль Імпакт» та «Мілвокі Ремпедж».
Завершував ігрову кар'єру на рівні Канадської футбольної ліги (CSL), де у 1998–2001 роках грав за «Торонто Олімпіанс» і  «Торонто Супра».

## Виступи за збірні
Протягом 1988–1992 років залучався до складу молодіжної збірної Канади. На молодіжному рівні зіграв у 9 офіційних матчах, забив 3 голи.
1992 року дебютував в офіційних матчах у складі національної збірної Канади. У складі збірної був учасником розіграшу Золотого кубка КОНКАКАФ 1993 року.
Загалом протягом кар'єри в національній команді, яка тривала 6 років, провів у її формі 18 матчів, забивши 4 голи.